# Iglesia del Sagrado Corazón (Samara)

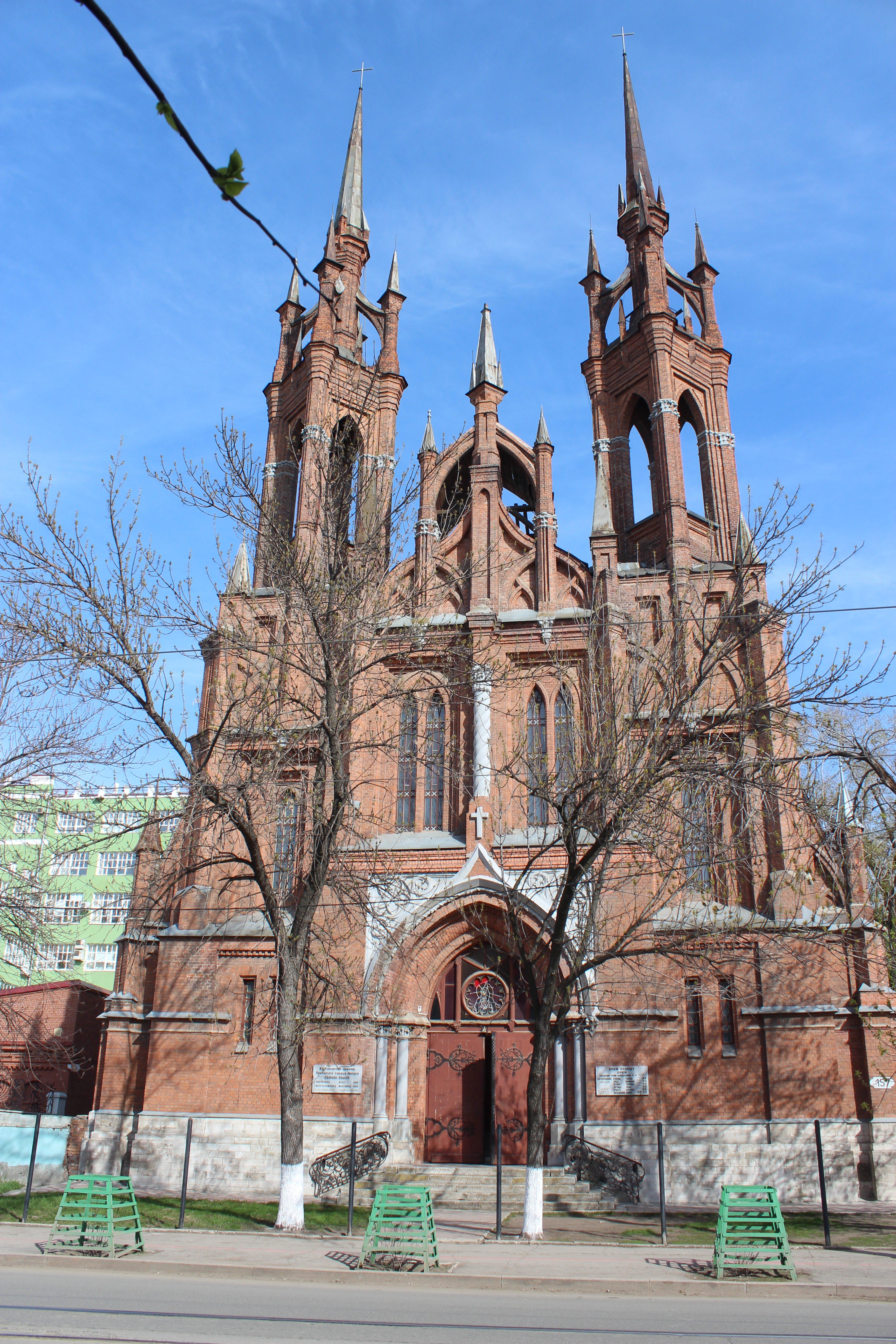
Iglesia del Sagrado Corazón de Samara.

La Iglesia del Sagrado Corazón  es una iglesia católica de estilo neogótico situada en el centro histórico de la ciudad de Samara, Rusia,
En 1902 se decidió ampliar y construir un templo de ladrillo rojo en estilo neo-gótico. El proyecto fue confiado a un costo de 80 mil rublos, al arquitecto polaco, Bogdanovich (o Bohdanowicz), que construyó la catedral de la Inmaculada Concepción en Moscú. Bajo el patrocinio del Sagrado Corazón de Jesús, fue consagrada en febrero de 1906. Sus dos torres de 47 m de altura le hicieron durante mucho tiempo el edificio más alto de la ciudad.
La parroquia fue disuelta por las autoridades soviéticas en la década de 1920 y más tarde cerró la iglesia y se cometieron actos de vandalismo. En 1941, un museo regional se instaló allí.
Fue clausurada por las autoridades soviéticas, pero, en 1991, la comunidad católica recuperó la iglesia para el culto.